# Чарльз Бенд
Чарльз Бенд (англ. Charles Band; 27 грудня 1951) — американський режисер і продюсер фільмів жахів.

## Біографія
Чарльз Бенд народився 27 грудня 1951 року, у Лос-Анджелесі, штат Каліфорнія в родині відомого режисера фільмів Альберта Бенда. У нього є брат Річард, який також працює в кінобізнесі. У середині 80-х років Чарльз організував кінокомпанію «Empire pictures», яка була зареєстрована в Італії. Після фінансової кризи в Італії компанія збанкрутувала, встигнувши випустити велику кількість малобюджетних фільмів жахів і фантастики. Чарльз відразу заснував компанію «Full Moon Ehtertainment», яка почала виробляти по кілька десятків фільмів на рік. У 2001 році Чарльз перейменував свою компанію в «Shadow Entertainment», бо вважав, що фільми, які вийшли під маркою компанії в останні роки, не можуть зрівнятися за якістю з продукцією «Full Moon Ehtertainment» початку 90-х років.

## Фільмографія
- 1973 — Останній фокстрот у Бербанку / Last Foxtrot in Burbank — режисер, продюсер
- 1977 — Аварія! / Crash! — режисер, продюсер
- 1977 — Кінець світу / End of the World — продюсер
- 1982 — Паразит / Parasite — режисер, продюсер
- 1983 — Металевий шторм: Крах Джаред-Сіна / Metalstorm: The Destruction of Jared-Syn — режисер, продюсер
- 1983 — Алхімік / The Alchemist — режисер, продюсер
- 1984 — Господар підземної в'язниці / Ragewar — режисер, продюсер, сценарист
- 1984 — Трансери / Trancers — режисер, продюсер
- 1986 — З іншого виміру / From Beyond — продюсер
- 1986 — Страхобачення / TerrorVision — продюсер, сценарист
- 1987 — Ляльки / Dolls — продюсер
- 1987 — В'язниця / Prison — продюсер
- 1989 — Непроханий гість / Intruder — продюсер
- 1989 — Робот Джокс / Robot Jox — продюсер
- 1989 — Арена / Arena — продюсер
- 1990 — Меридіан / Meridian — режисер, продюсер, сценарист
- 1990 — Трощи та пали / Crash and Burn — режисер, продюсер
- 1991 — Підвиди / Subspecies — продюсер, сценарист
- 1991 — Колодязь і маятник / The Pit and the Pendulum — продюсер
- 1991 — Лялькова людина / Dollman — продюсер, сценарист
- 1991 — Трансери 2 / Trancers II — режисер, продюсер, сценарист
- 1992 — Трансери 3 / Trancers III — продюсер
- 1992 — Демонічні іграшки / Demonic Toys — продюсер
- 1992 — На небезпечній хвилі / Bad Channels — продюсер, сценарист
- 1992 — Доктор Мордрід / Doctor Mordrid — режисер, продюсер, сценарист
- 1992 — Людське сім'я / Seedpeople — продюсер, сценарист
- 1992 — Підвиди 2: Кривавий камінь / Bloodstone: Subspecies II — продюсер, сценарист
- 1993 — Доістерія / Prehysteria! — режисер, продюсер
- 1993 — Лялькар проти демонічних іграшок / Dollman vs. Demonic Toys — режисер, продюсер, сценарист
- 1993 — Аркада / Arcade — продюсер, сценарист
- 1993 — Війни роботів / Robot Wars — продюсер, сценарист
- 1994 — Світ драконів / Dragonworld — продюсер, сценарист
- 1994 — Трансери 4: Правосуддя Джека / Trancers 4: Jack of Swords — продюсер
- 1994 — Трансери 5: Раптовий Дет / Trancers 5: Sudden Deth — продюсер, сценарист
- 1994 — Прихований жах / Lurking Fear — продюсер
- 1994 — Облівіон / Oblivion — продюсер, сценарист
- 1994 — Відрубані голови / Shrunken Heads — продюсер, сценарист
- 1994 — Джек і бобове стебло / Beanstalk — продюсер
- 1995 — Стрибаючі лепрекони / Leapin' Leprechauns! — продюсер, сценарист
- 1995 — Виродок у замку / Castle Freak — продюсер
- 1995 — Чарівний острів / Magic Island — продюсер
- 1996 — Скарби лепреконів / Spellbreaker: Secret of the Leprechauns — продюсер, сценарист
- 1996 — Облівіон 2: Відсіч / Oblivion 2: Backlash — продюсер, сценарист
- 1996 — Глава сімейства / Head of the Family — режисер, продюсер, сценарист
- 1997 — Таємничі монстри / Mystery Monsters — режисер, продюсер
- 1997 — Виродки / Hideous! — режисер, продюсер
- 1997 — Здригання / The Creeps — режисер, продюсер
- 1999 — Криваві ляльки / Blood Dolls — режисер, продюсер, сценарист
- 1999 — Ганчір'яна лялька / Ragdoll — продюсер, сценарист
- 1999 — Тотем / Totem — продюсер, сценарист
- 1999 — Арсенал прибульців / Alien Arsenal — продюсер
- 2002 — Кровопускання / Bleed — продюсер
- 2002 — Трансери 6 / Trancers 6 — продюсер
- 2002 — Смертне ложе / Deathbed — продюсер
- 2003 — Обряд народження / Birth Rite — продюсер
- 2004 — Будинок болю доктора Моро / Dr. Moreau's House of Pain — режисер
- 2005 — Пропащі мерці / Decadent Evil — режисер, продюсер, сценарист
- 2005 — Кладовище ляльок / Doll Graveyard — режисер, продюсер, сценарист
- 2005 — Спечений / The Gingerdead Man — режисер, продюсер
- 2007 — Рука мерця / Dead Man's Hand — режисер, продюсер
- 2008 — Небезпечні ляльки занепокоєння / Dangerous Worry Dolls — режисер
- 2011 — Око-вбивця: Хелловінський кошмар / Killer Eye: Halloween Haunt — режисер, продюсер, сценарист
- 2013 — Уга Буга / Ooga Booga — режисер, продюсер

## Примітка
1. ↑  Movies. The New York Times (амер.). ISSN 0362-4331. Процитовано 20 вересня 2023.